# Actinozoa
Actinozoa es un término en desuso en zoología sistemática, usado por primera vez por Henri Marie Ducrotay de Blainville en su trabajo Manuel d'Actinologie (1834) para clasificar los órganos de los animales que están ubicados en un radio sobre un centro. De Blainville incluyó en este grupo varias formas unicelulares, anémonas de mars, coralless, medusas, pólipos hidroides, equinodermos, polizoo, y rotíferos.